# Labiodentální souhláska

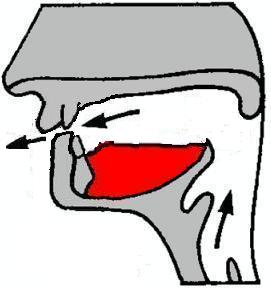
Poloha mluvidel při výslovnosti labiodentálních souhlásek

Labiodentála, též retozubná souhláska či retozubnice, je zvuk, který je při řeči tvořen přiblížením nebo kontaktem spodního rtu a horních zubů (lat. labium = ret, dens = zub). 
Labiodentální souhlásky v češtině jsou f, v.